# Haworthia arachnoidea
Haworthia arachnoidea är en grästrädsväxtart som först beskrevs av Carl von Linné, och fick sitt nu gällande namn av Henri Auguste Duval. Haworthia arachnoidea ingår i släktet Haworthia och familjen grästrädsväxter.

## Underarter
Arten delas in i följande underarter:
- H. a. arachnoidea
- H. a. aranea
- H. a. namaquensis
- H. a. nigricans
- H. a. scabrispina
- H. a. setata
- H. a. xiphiophylla

## Bildgalleri

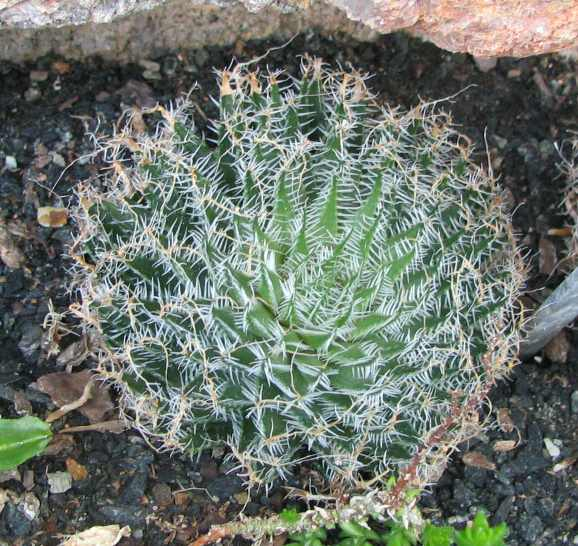
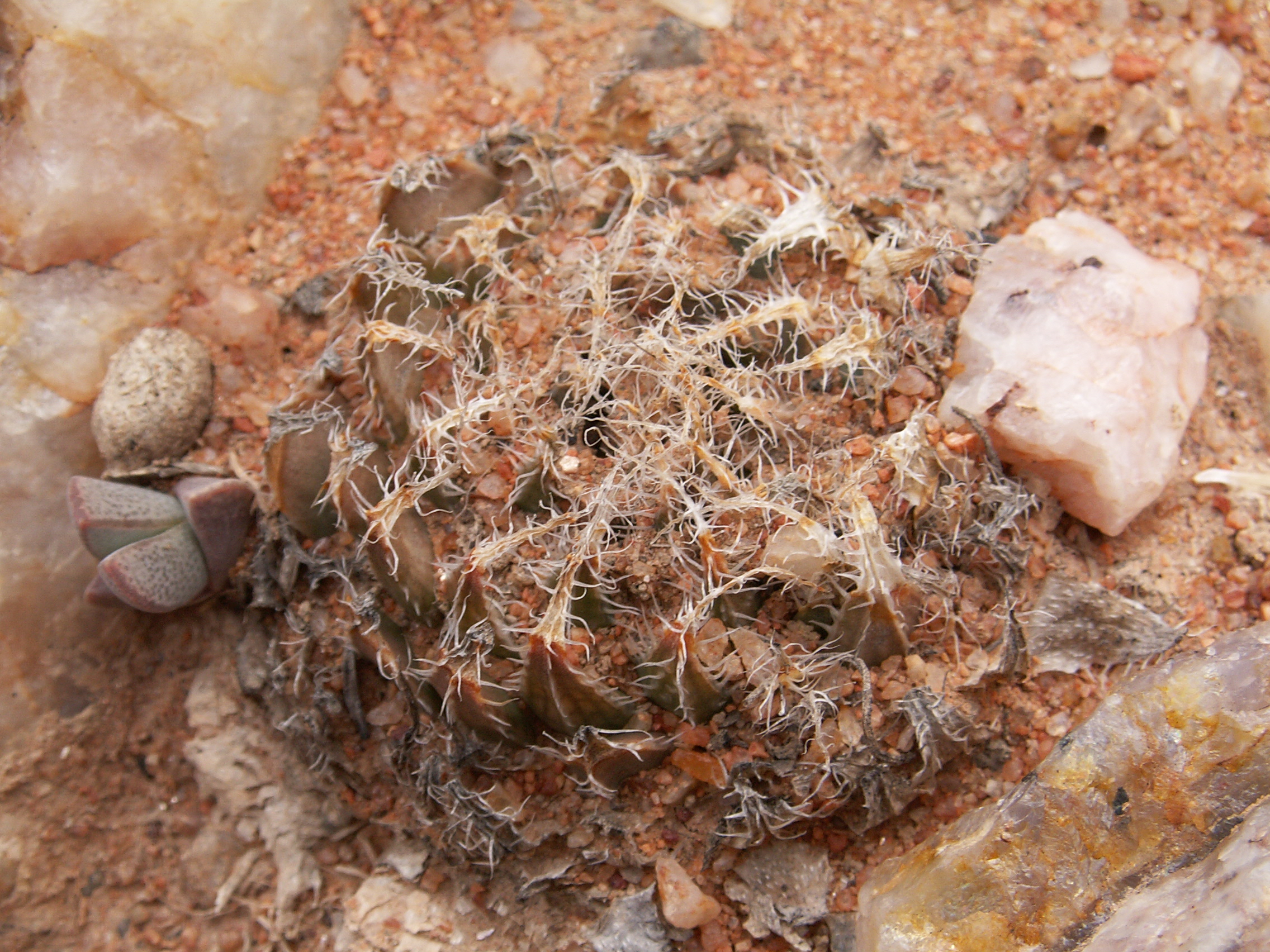